# Barbourville
Barbourville – miasto w Stanach Zjednoczonych, w stanie Kentucky, siedziba administracyjna hrabstwa Knox.